# Mietshaus Brunnenstraße 34

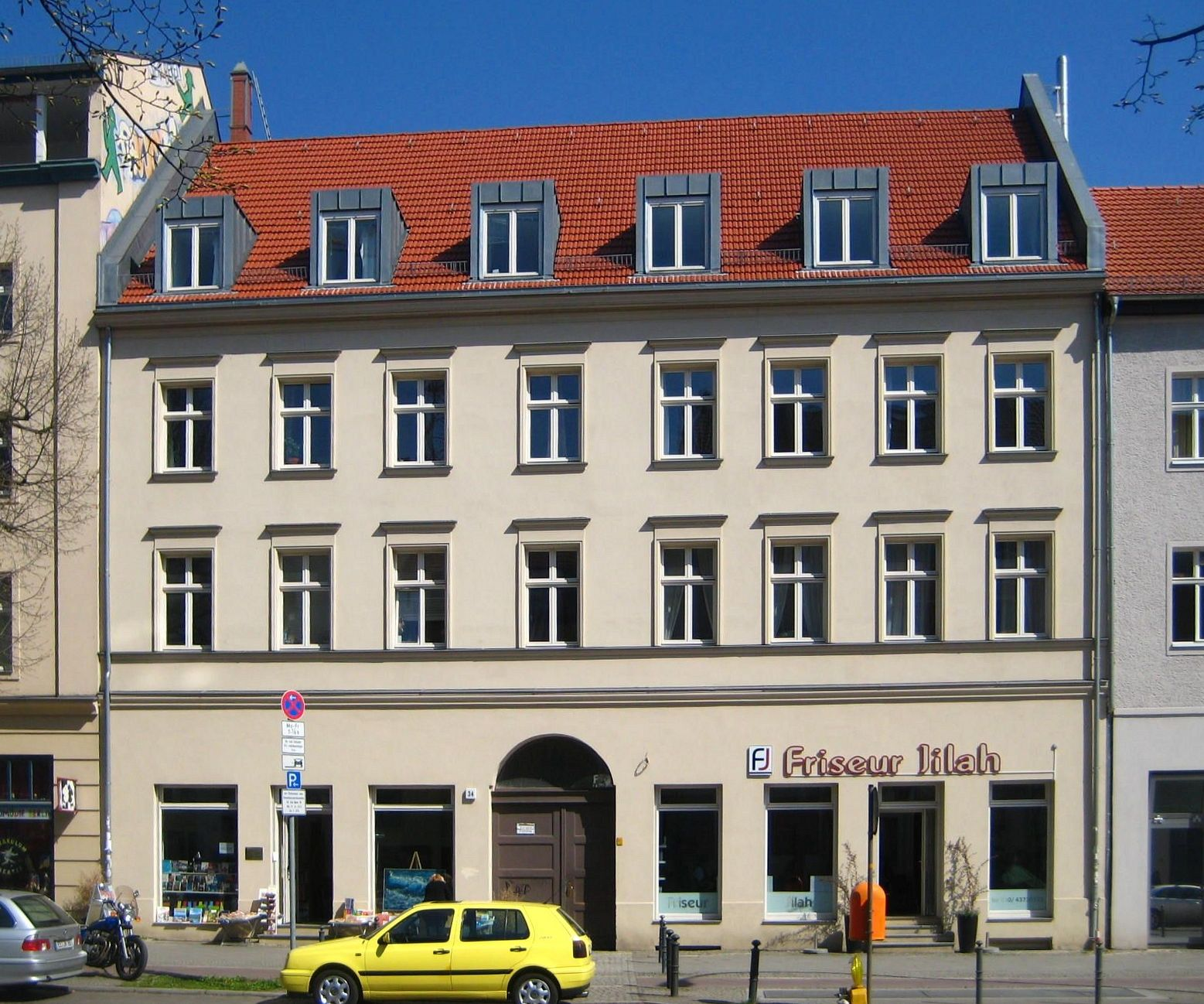
Mietshausfassade an der Brunnenstraße

Das Mietshaus Brunnenstraße 34 befindet sich in der Rosenthaler Vorstadt, einem Stadtviertel im Berliner Ortsteil Mitte. Das dreigeschossige Wohngebäude wurde 1854 errichtet und ist als Baudenkmal in der Berliner Landesdenkmalliste eingetragen. Von besonderem historischen Interesse ist die Bauweise der Vorderhaustreppe, bei der segmentbogig gemauerte Stufen in der Wand und auf einem Eisenträger lagern. Nur wenige Neubauten hielten sich an die 1853 erlassene baupolizeiliche Verordnung, der zufolge die Treppe von massiven Wänden geschützt und aus feuerfestem Material bestehen musste. Der Treppenaufgang zweigt nicht mehr direkt von der Durchfahrt ab – wie es bis 1840 allgemein üblich war –, sondern ist in einem eigenen Treppenhaus untergebracht. Die aus der Bauzeit stammenden Wohnungstüren und hölzernen Treppengeländer sind noch fast vollständig erhalten.